# Неограмшизм
Неограмши́зм (неограмшиа́нство) — это критическая теория, которая изучает каким образом соотношение различных социальных сил (классов), их материальных возможностей, а также продвигаемых ими идей и институтов формирует политическую систему в рамках одного государства и, определяя поведение любого государства на международной арене, формирует систему международных отношений в целом.
Данная теория в значительной степени заимствует идеи итальянского коммуниста Антонио Грамши, однако развивает их для применения в сфере международных отношений. Неограмшизм также называют «критической политэкономией» или «постклассическим марксизмом».

## Идейные истоки теории. Антонио Грамши
Одна из ключевых идей Антонио Грамши, используемая в неограмшизме, — это его учение о гегемонии. Согласно Грамши, власть господствующего класса основана не только на материальных ресурсах и насилии, но и на согласии остальных групп населения с данным положением вещей. При этом речь идет не о пассивном, а об активном, или благожелательном согласии, когда граждане сами желают того, что требуется господствующему классу. Только в этом случае гегемония может быть устойчивой: если граждане страны не ощущают угнетения и эксплуатации, то все попытки свергнуть ее обречены на провал. Таким образом, государство держится на силе и согласии: для обеспечения стабильности политического порядка господствующему классу недостаточно установить контроль над ключевыми ресурсами — ему требуется узаконить свое господство при помощи соответствующих государственных институтов и идеологии, сделать его легитимным в глазах широких масс.
Поэтому для установления гегемонии необходимо прежде всего воздействовать на общественное сознание, на мысли и убеждения среднестатистического гражданина. По Грамши, главным исполнителем этой функции является интеллигенция, поскольку, продавая свой труд, интеллигенция тянется именно туда, где деньги. Таким образом, основное предназначение последней заключается вовсе не в профессиональной деятельности (ученый или священник), а в распространении идеологии и установлении (или подрыве) гегемонии того или иного класса. Союз господствующего класса, властных структур и интеллигенции формируют «исторический блок», который и является ядром любой гегемонии.
Самым наглядным примером такого исторического блока является союз буржуазии и философов Просвещения в революционной Франции. Согласно Грамши, эффективность данного союза объяснялась тесной связью и французской буржуазии, и интеллигенции с немецкой Реформацией, которая дала начало мощным философским течениям. Именно сочетание протестантской Реформации с политическими идеями Французской революции Грамши считает наиболее эффективной моделью установления гегемонии.

## Суть теории
Основоположником неограмшизма считается политолог и лидер Британской школы международной политической экономики Роберт Кокс. Поскольку, согласно Грамши, государство — это блок доминирующего класса (материальных ценностей), властных структур (институтов) и интеллигенции (идей), Роберт Кокс оспаривает представление неореалистов о государстве как «черном ящике», поведение которого в международных отношениях целиком и полностью диктуется свойствами внешней среды и будет одинаковым для любой страны вне зависимости от государственного строя, соотношения сил различных слоев населения, идеологии и др. параметров внутренней политики. Согласно неограмшистам, внешняя политика, так же как и внутренняя, определяется господствующим классом и служит его интересам.
При этом в условиях глобализации доминирующий класс стремится распространить свою гегемонию за пределы своего государства, и механизм достижения этой цели будет аналогичным процессу установления гегемонии в рамках одной страны: глобальный характер производственных отношений определяет соотношение материальных ресурсов различных классов как в рамках одного государства, так и в мировой экономике в целом. Добившись превосходства в материальных ресурсах, доминирующий класс стремится закрепить его при помощи соответствующих институтов (в данном случае международных). Однако, чтобы обеспечить стабильность своей гегемонии доминирующий класс должен заручиться поддержкой масс; для этого создается идеология, призванная защитить статус-кво и добиться активного согласия управляемых классов.
Неограмшисты, в частности, утверждают, что сегодня государственный суверенитет занимает подчиненную роль по отношению к мировой экономической системе, которая характеризуется становлением глобальной финансовой системы и глобальной системы производства. Ключевые участники этой системы — транснациональные корпорации и международные финансовые институты (Всемирный банк, Международный валютный фонд и пр.), которые вместе формируют исторический блок. Именно этот блок на сегодня занимает позицию гегемона в мировом порядке и поддерживает стабильность путем распространения неолиберальной идеологии, выступающей за либерализацию рынков, унификацию национальных стандартов регулирования торговли, инвестиций, защиты авторских прав и т. д..

## Значение в теории международных отношений
Основной вклад неограмшистов в теорию международных отношений связан с изучением феномена глобализации, выявлением и объяснением негативных аспектов глобализации. Неограмшисты подчеркивают историческую и идеологическую обусловленность глобализации: поскольку она развивается согласно законам и логике неолиберальной школы, её нельзя считать объективно происходящим процессом. Напротив, так как «любая теория создается для кого-то и для какой-то цели», то и неолиберальная школа, объясняющая процессы глобализации, не является идеологически нейтральной, но отражает текущую конфигурацию сил в отношениях производства. Таким образом, она априори защищает статус-кво и служит легитимации доминирующего класса вместо того, чтобы задаться вопросом о справедливости существующей системы и о способах ее совершенствования.

## Критика
Несмотря на положительный вклад теоретиков неограмшизма в теорию международных отношений, представители других школ и течений нередко подвергают данное учение критике, в первую очередь, за переоценку влияния экономических факторов на поведение государств и формирование мировой политической системы. Кроме того, у критиков вызывает вопросы, насколько допустимо переносить идеи Грамши, описывающие реалии внутренней политики, в международную плоскость, которая имеет свою специфику.